# إد دانيال
إد دانيال (بالإنجليزية: Ed Daniel) (و. 1990 – م) هو لاعب كرة السلة، من الولايات المتحدة الأمريكية، ولد في برمنغهام، ألاباما.

## التعليم
تعلم في ثانوية وودلاون ‏.

## روابط خارجية
- إد دانيال على موقع كرة السلة الأوروبية.كوم (الإنجليزية)
- إد دانيال على موقع كلية كرة السلة في سبورتس رفرنس.كوم (الإنجليزية)
- إد دانيال على موقع ريلجم (الإنجليزية)
- إد دانيال على موقع سبورتس رفرنس (الإنجليزية)